# Admiral Essen
Die Admiral Essen (russisch Адмирал Эссен) ist eine Fregatte der Admiral Grigorowitsch-Klasse der russischen Marine in der Version „Projekt 11356M“. Sie ist nach dem kaiserlich-russischen Admiral Nikolai Ottowitsch von Essen benannt und zählt zur Schwarzmeerflotte.
Das Schiff ist das zweite des Projekts 11356 und hat eine Wasserverdrängung von etwa 4000 Tonnen. Die Admiral Essen erreicht eine Geschwindigkeit von 30 Knoten und kann 30 Tage ohne Unterbrechung auf See bleiben. Die Bewaffnung besteht aus Kalibr-Marschflugkörpern, einer 100-mm-Artillerieanlage, den Flugabwehrraketen 9S90M Esch, Flugabwehrartillerie sowie einem Wasserbombenwerfer.

## Einsatzgeschichte
Gemeinsam mit dem U-Boot Krasnodar des Projekts 636 griff die Fregatte am 31. Mai 2017 Stellungen der Terrormiliz IS mit Kalibr-Marschflugkörpern an. Insgesamt wurden vier Marschflugkörper abgefeuert.
Ende Juni 2017 griff die Admiral Essen vom Mittelmeer aus erneut gemeinsam mit der Admiral Grigorowitsch und dem U-Boot Krasnodar des Projekts 636 Stellungen in Syrien mit Kalibr-Marschflugkörpern an, laut russischen Angaben solche der Terrormiliz IS in der syrischen Provinz Hama. Dabei wurden insgesamt sechs Marschflugkörper abgefeuert.
Am 24. Februar 2022 begannen russische Truppen auf Befehl von Präsident Putin den russischen Überfall auf die Ukraine. Russische Kriegsschiffe blockierten zeitweise bis Mitte 2023 alle ukrainischen Häfen am Schwarzen Meer und verhinderten damit unter anderem den Export von Millionen von Tonnen Getreide. Die Admiral Essen nahm neben der Fregatte Admiral Makarow an der Blockade teil.